# Martellidendron kariangense
Martellidendron kariangense är en enhjärtbladig växtart som först beskrevs av Huynh, och fick sitt nu gällande namn av Martin Wilhelm Callmander. Martellidendron kariangense ingår i släktet Martellidendron och familjen Pandanaceae. Inga underarter finns listade.